# Jan Bogaerts (schilder)
Johannes Jacobus Maria (Jan) Bogaerts ('s-Hertogenbosch, 6 juli 1878 - Wassenaar, 2 november 1962) was een Nederlands kunstschilder.

## Biografie
Op advies van de docent Antoon van Welie gaat Jan Bogaerts al op 15-jarige leeftijd naar de Koninklijke School voor Nuttige en Beeldende Kunsten in 's-Hertogenbosch, en komt te werken in het atelier van Van Welie. De symbolistische stijl, die zijn docent schilderde zou van grote invloed blijken op zijn werk. Na vier jaar vervolgt hij daarna zijn studie aan de Koninklijke Academie voor Schone Kunsten van Antwerpen. In 1903 keert hij terug naar zijn geboorteplaats, maar de dromerige sfeer, die zijn schilderijen oproepen slaat in 's-Hertogenbosch niet aan. In 1906 gaat hij voor een jaar werken in Meerssen. Hij schildert er veel landschappen, parken en sprookjesachtige figuren. In 1918 verhuist hij naar Teteringen. Zijn stijl verandert gaandeweg naar realistische bloemstillevens en stillevens van huiselijke voorwerpen. Hij heeft het talent om hierin kenmerken als glans, dofheid, pluizigheid of hardheid, realistisch af te beelden. Toch blijft er in zijn werk nog iets in van een dromerige sfeer zitten. Met deze realistische stillevens wordt hij gezien als een voorloper van de stroming hyperrealisme. In 1922 vestigt hij zich in Wassenaar en blijft er wonen tot zijn dood in 1962. Het grootste deel van zijn stillevens heeft hij daar geschilderd.
Hij was lid van onder andere de kunstenaarsverenigingen Pulchri Studio en Sint Lucas.